# Raf (cântăreț)

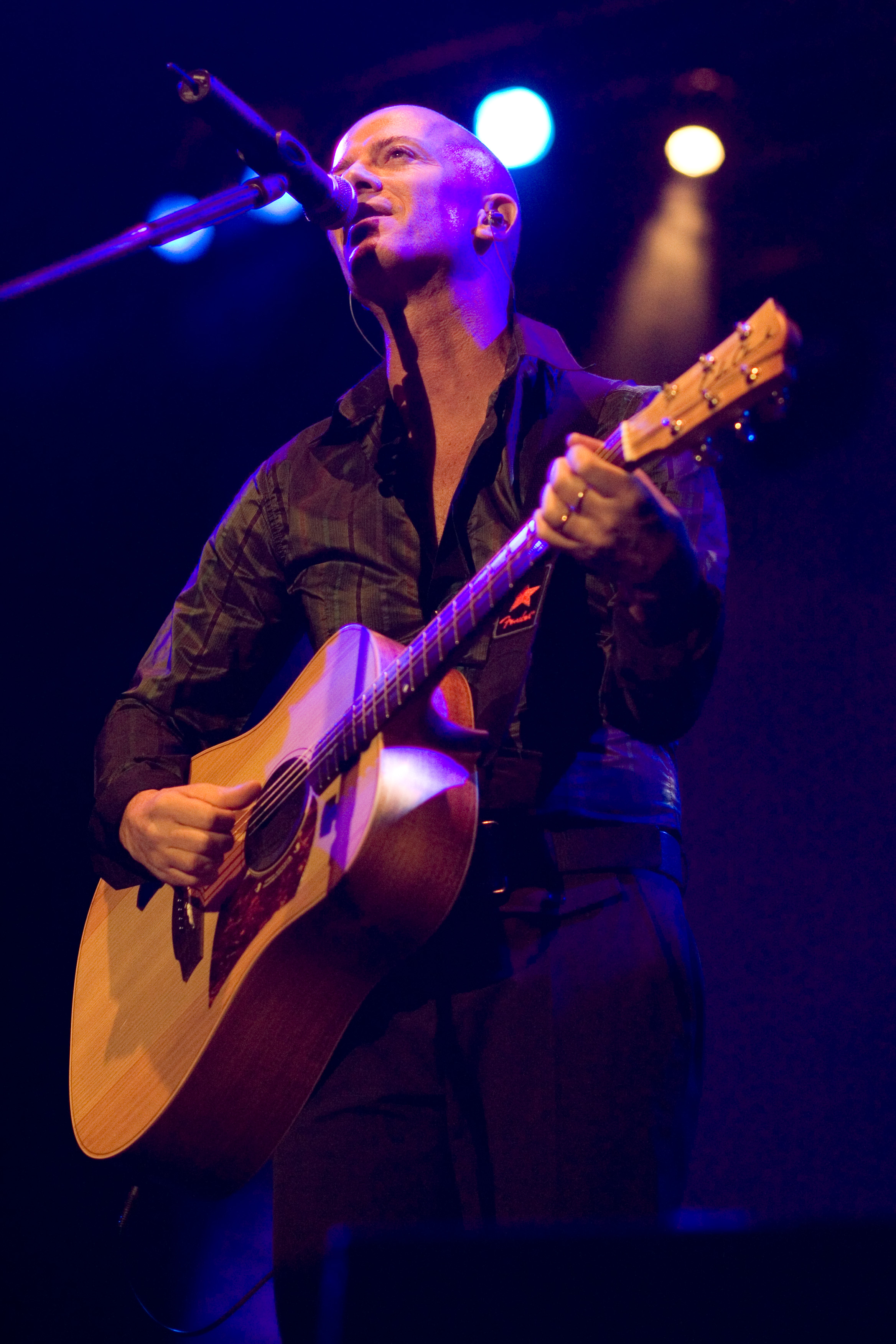
Raf în anul 2006

Raf, (Raffaele Riefoli; n. 29 septembrie 1959, Margherita di Savoia, Italia) este un cântăreț și textier italian.

## Discografie

### Albume
- Self Control (1983)
- Svegliarsi un anno fa (1988)
- Cosa resterà (1989)
- Sogni...è tutto quello che c'è (1991)
- Raf (Spanish Edition) (1992)
- Cannibali (1993)
- Manifesto (1995)
- La Prova (1998)
- Iperbole (2001)
- Ouch (2004) [Best Of Album]
- Passeggeri distratti (2006)
- Metamorfosi (2008)
- Semplicemente Raf. I grandi successi (2008)
- Soundview (2009)
- Numeri (2011)
- Le ragioni del cuore (2012)
- Sono io (2015)

### Single-uri
- Self Control (1984)
- Change your mind (1984)
- Gente di mare (1987)
- Inevitabile follia (1988)
- Cosa resterà degli anni ’80 (1989)
- Interminatamente (1991)
- Oggi un dio non ho (1991)
- Siamo soli nell’immenso vuoto che c’è (1991)
- Senza respiro (1991)
- Il battito animale (1993)
- Due (1993)
- Stai con me (1993)
- Infinito 2001 (1993)
- Via (1993)
- In tutti i miei giorni (2004)
- Dimentica (2006)
- Passeggeri distratti (2006)
- Ossigeno  (2008)
- Non è mai un errore (2008)
- Per tutto il tempo (2009)
- Un’emozione inaspettata (2011)
- Le ragioni del cuore (2012)
- Show Me the Way to Heaven (2014)
- Come una favola (2015)